# Golda Meir

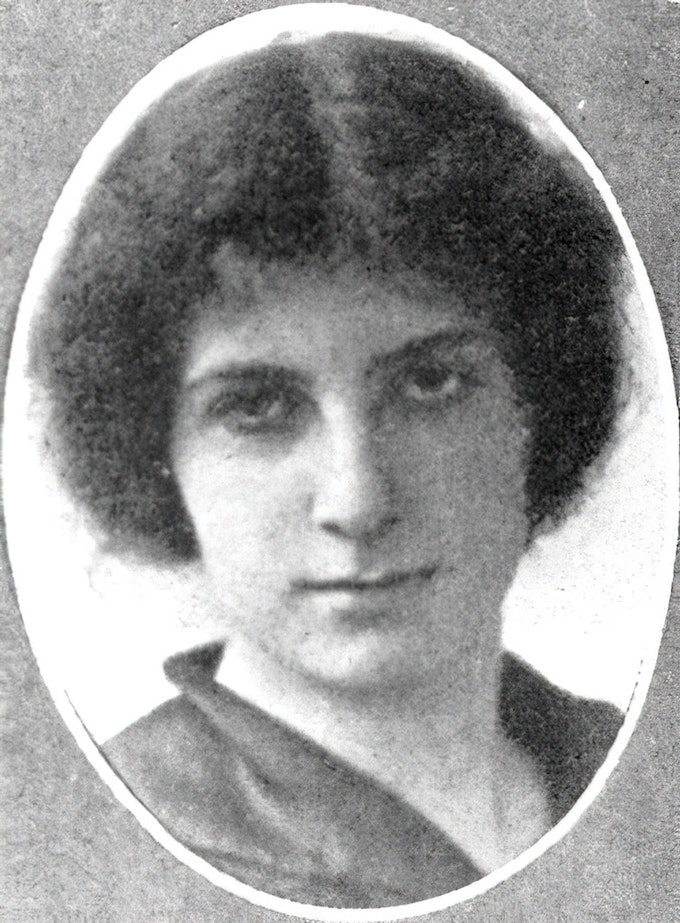
1914-ben

Golda Meir (héberül: גולדה מאיר/גּוֹלְדָּה מֵאִיר (Goldâ Mēʾîr), jiddisül: גאָלדע מאיר, izraeli angol átírással Golda Meir, születési neve: Golda Mabovics (Голда Мабович) (Kijev, 1898. május 3. – Jeruzsálem, 1978. december 8.) Izrael Állam alapítóinak egyike, 1969 és 1974 között Izrael miniszterelnöke, a világ harmadik női miniszterelnöke, külügyminiszter, munkaügyi miniszter. Az izraeli politika vasladyje, akiről Dávid Ben-Gúrión miniszterelnök egyszer azt találta mondani: „Golda az egyetlen igazi férfi a kormányomban.”

## Ifjúkora
Golda Mabovics néven született Kijevben, amely akkor az Orosz Birodalom része volt. Korai emlékei szerint apja gyakran deszkázta be az ajtót, hogy megvédje családját a pogromoktól, melyek akkor sokszor sújtották a zsidókat Ukrajnában. Két életben maradt testvérével együtt mindig éhesek voltak és fáztak, másik öt testvére még gyermekkorában meghalt. 1903-ban apja kivándorolt az Amerikai Egyesült Államokba, és 1906-ban a család otthon maradt része is követte. Wisconsin államban, Milwaukee-ban telepedtek le. Milwaukee-ban Golda apja ácsként dolgozott, anyja pedig egy fűszerüzletet vezetett. Amikor Golda 14 éves lett, anyja azt akarta, hogy hagyja abba a tanulást, és menjen férjhez egy idősebb emberhez. A lány fellázadt és elmenekült. Denverbe ment, ahol nővére Séná élt, és ott találkozott későbbi férjével, Morris Myersonnal.
18 évesen apja sürgetésére visszatért Milwaukee-ba, ahol a zsidó ifjúsági mozgalom, a Habóním tagja lett. Az összejöveteleken gyakran vett részt, és nemsokára a mozgalom egyik meghatározó személyisége lett. Ilyen találkozókra gyakran hívtak meg palesztinai zsidó vendégeket is, akik beszámoltak az ottani zsidóság küzdelmeiről. Golda tanulmányait ekkor már a Wisconsin-Milwaukee Egyetemen folytatta. 1915-ben formálisan csatlakozott a cionista munkásszervezethez. Golda és Morris 1917-ben esküdött egymásnak örök hűséget, és nemsokára elhatározták, hogy az akkor brit mandátum alatt levő Palesztinában fognak letelepedni. A fiatal pár és Séná 1921-ben érkezett Palesztinába.

## A brit Palesztinában
Golda és Morris már előre elhatározták, hogy egy kibucban szeretnének dolgozni, ezért a Merhávjá kibuchoz csatlakoztak. A kezdeti nehézségek után végül beilleszkedtek a kibuc életébe. A legkülönfélébb gazdasági munkákat végezték; kertészkedtek, fákat ültettek, csirkét neveltek, konyhamunkát végeztek. Golda csakhamar a kibuc vezető személyisége lett, így megválasztották a Hisztadrút munkásszövetség képviselőjének. 1924-ben férje belefáradt az ottani életbe, és elhagyták a kibucot. Ekkor Tel-Avivba költöztek, majd Jeruzsálemben telepedtek le, ahol két gyermekük született, Menáhém és Száráh. 1928-ban Goldát a Hisztadrút titkárává választották. Tisztsége azt követelte tőle, hogy Tel-Avivba menjen, míg családja Jeruzsálemben maradt. Különköltöztek ugyan, de sohasem váltak el. Morris 1951-ben meghalt.
Golda egyre inkább a Hisztadrút befolyásos embere lett, amely közben valóságos zsidó árnyékkormánnyá nőtte ki magát. 1946-ban a britek leverték a palesztinai cionista mozgalmat, és sok vezetőjét letartóztatták. Golda azonban elkerülte a letartóztatást, és a mozgalom tulajdonképpeni vezetője lett. Ügyes politikával egyensúlyozott a brit közigazgatás és az egyre terebélyesedő földalatti cionista mozgalom között, miközben mindkettővel tárgyalt és tartotta a kapcsolatot.

## Izrael alapítása
1948. május 14-én Golda Meir egyike volt annak a tizenkét politikusnak, akik kézjegyükkel elláthatták Izrael Állam függetlenségi nyilatkozatát. Erre később így emlékezett: „Miután aláírtam, sírtam. Amikor iskolás gyerekként az amerikai történelmet tanultam, azokról is olvastam, akik aláírták az Amerikai Egyesült Államok függetlenségi nyilatkozatát. Olyan hihetetlen volt, hogy azok valódi emberek voltak és az valóban megtörtént. És akkor én is ott ültem és aláírtam a függetlenségi nyilatkozatot.”
Az öröm azonban nem tartott sokáig, mert Egyiptom, Szíria, Libanon, Transzjordánia és Irak már másnap megtámadta az új államot. Ekkor Golda az első izraeli útlevéllel az Egyesült Államokba ment, hogy pénzt gyűjtsön a védekezéshez. Útja rendkívül sikeres volt, és a gyűjtött adományokból a fiatal állam fegyverekhez jutott, amivel visszaverte a támadást. Visszatérte után ő lett Izrael első moszkvai nagykövete. Később is szívesen emlékezett vissza az orosz zsidók szeretetére, amivel ottani rövid működése alatt elhalmozták.

## Kormányzati posztokon
1949-től 1956-ig Izrael munkaügyi minisztere volt, majd 1956-tól Dávid Ben-Gúrión kormányának külügyminisztere. 1965-ben betegségére és kimerültségére hivatkozva lemondott, és visszatért az egyszerű polgári életbe. Az izraeli politika azonban nem sokáig tudta őt nélkülözni, és az Izraeli Munkapárt főtitkára lett. 1968-ban, nyolc hónappal később azonban nyugalomba vonult. 1969. február 25-én Lévi Eskól hirtelen halála után pártja őt választotta meg miniszterelnökké. Akkoriban Izrael az 1967-es hatnapos háborúban aratott győzelem eufóriájában élt, ezért nem látta értelmét, hogy a palesztinokkal érdemben tárgyaljon a megszállt területekről. Sokat idézett mondása szerint „A béke akkor jön el, ha majd az arabok jobban szeretik gyermekeiket annál, ahogy minket utálnak.”
Kormányzását mindazonáltal a koalíción belüli harcok és nézeteltérések kísérték végig, amelyeket biztos kézzel igyekezett mederben tartani. 1973-ban, kormányzása legvégén tört ki a jom kippuri háború, melyből Izrael újra győztesen került ki. 1974. április 11-én lemondott a kormányfői tisztségről. Utódja Jichák Rabin lett.
80 évesen hunyt el Jeruzsálemben. A Herzl-hegyen temették el.

## Emlékezete
2023-ban mutatták be a Golda című élretrajzi drámát amelyet Guy Nattiv rendezett és Nicholas Martin írt. A film Golda Meir, Izrael negyedik miniszterelnökének munkásságát mutatja be a Jom kippuri háború alatt. A főhőst Helen Mirren alakítja, további főszereplő Camille Cottin (Lou Kaddar) és Liev Schreiber (Henry Kissinger).

## Könyve
- Meir, Golda: Életem [ford.: Kiss Marianne], Filum Könyvkiadó, Budapest, 2000 ISBN 978-963-8347-98-5 (eredeti kiadás: G. M.: My Life, Futura Publications, London, 1975)